# Higer Paradise

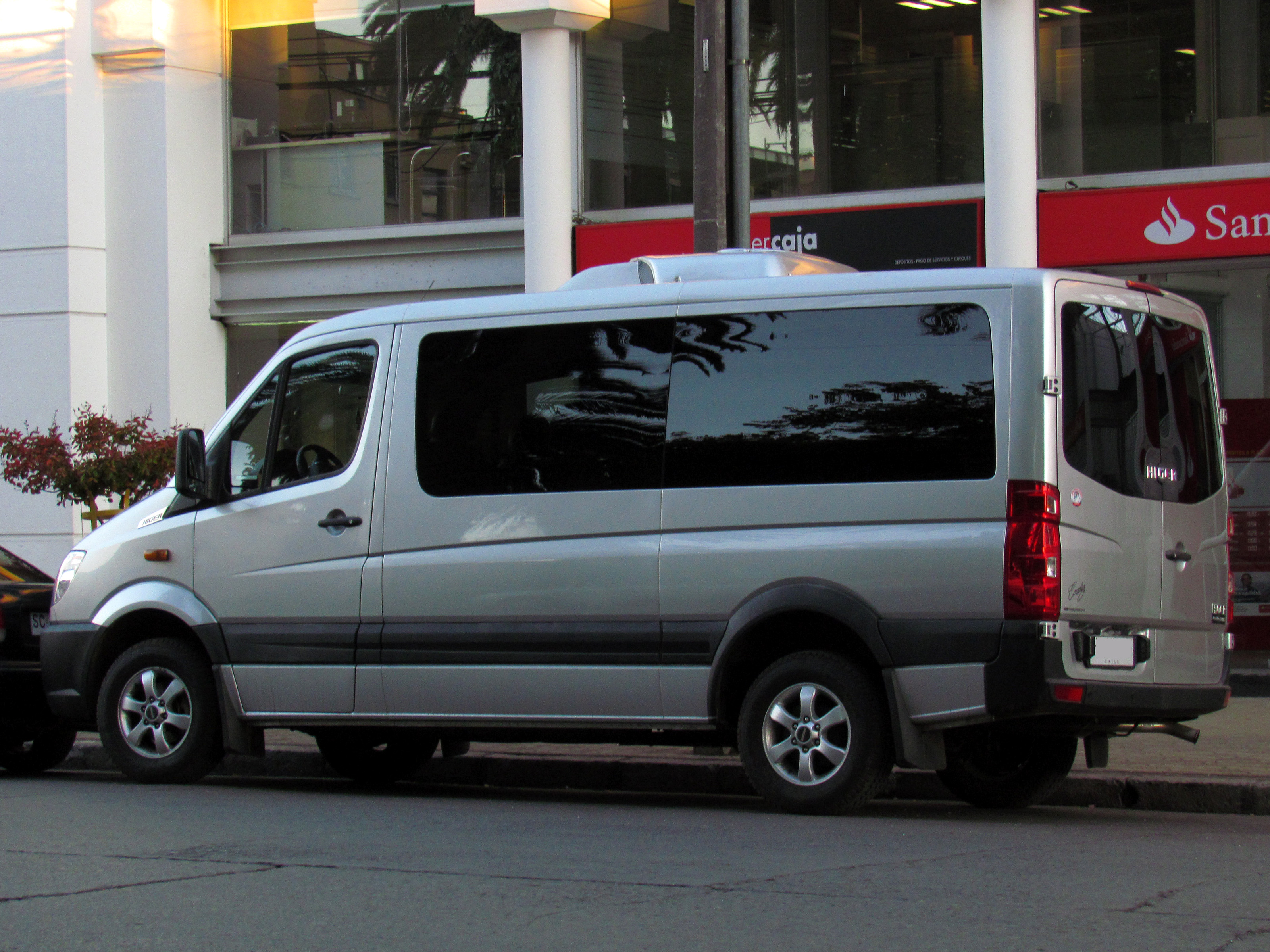
Вид сзади

Higer Paradise — малотоннажный грузовой автомобиль, выпускаемый компанией Higer с 2014 года. Является лицензионным клоном Mercedes-Benz W906.

## Описание
Автомобиль Higer Paradise впервые был представлен в Китае в 2014 году. Цены на автомобиль составляют от 210800 до 808000 юаней.
Существуют варианты фургона, кэмпера и микроавтобуса. Автомобиль производился на совместном предприятии между Mercedes-Benz Commercial Vehicle и Xinkai Auto Manufacture Corporation.
С сентября 2016 года грузоподъёмность Higer Paradise была увеличена до 5,5 тонн.